# Astatotilapia calliptera
Astatotilapia calliptera es una especie de peces de la familia Cichlidae en el orden de los Perciformes.

## Morfología
Los machos pueden llegar alcanzar los 15 cm de longitud total.

## Distribución geográfica
Se encuentran en África Oriental: lago Malawi y río Zambeze.